# Système éducatif au Niger
L'éducation au Niger, ou système éducatif nigérien, concerne l'ensemble des institutions publiques et privées du Niger ayant pour fonction d'assurer et de développer le système éducatif sur l'ensemble du territoire du pays.

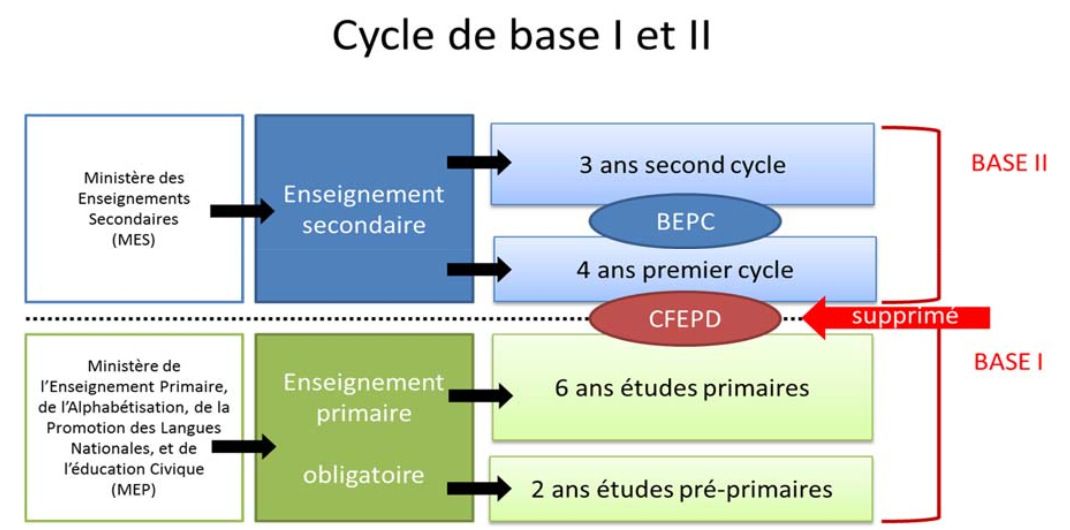
Schéma de scolarisation au Niger

Le système scolaire nigérien est en majorité public, laïc et il est obligatoire de l'âge de 6 ans jusqu'à 16 ans. Il est en partie inspiré du modèle éducatif français.

## Historique
En 1960, date de l’indépendance du pays, l’école nigérienne comptait au cycle primaire 183 écoles, 466  classes et 21 054 élèves, pour un  taux de scolarisation de 3,6 %.
En 1990, à Jomtien, le pays s’est joint à la communauté internationale pour fixer à 2015 l’atteinte de la scolarisation primaire  universelle.
1er juin 1998: promulgation de la première loi d’orientation globale du système éducatif. Cette loi  établit  une  série  d’objectifs  à  atteindre  en  vue  de  l’éducation  pour  tous.  Parmi  ces objectifs  figurait  l’accélération  de  la  scolarisation, par  le  recrutement  massif  d’enseignants (2765 nouveaux enseignants par an, par rapport à 520 en moyenne sur la période 1990-1998). Vu  les  ressources  limitées du pays, les  autorités  nigériennes ont  envisagé  une  solution  de rechange afin de faciliter le recrutement: instaurer une politique de recrutement des enseignants par contrat.  Un  contractuel de l'éducation nationale au Niger (jusqu’en  2003,  les  « contractuels » étaient  appelés  des « volontaires de l’éducation ») se présente sous le visage d’un jeune diplômé sans emploi qui a choisi de  se  mettre  à  la  disposition  du  Ministère  de  l’Éducation  Nationale, afin de dispenser des cours dans les écoles primaires du pays.
En 2012, le Niger a rendu obligatoire l'utilisation de la langue maternelle parlée à la maison comme langue d'instruction dans les premières années d'enseignement.

## Préscolaire
L’éducation préscolaire s’adresse aux enfants âgés de 3 à 5 ans. 
Chaque année au Niger, près de 10 000 enfants entrent en première année du préscolaire. Même si ce phénomène a longtemps été presque exclusivement urbain, on constate aujourd’hui une poussée de la proportion des enfants du préscolaire en milieu rural. Le taux de préscolarisation (pourcentage des enfants ayant accès au cursus préscolaire) a oscillé entre 5 et 7 % de 2011 à 2014 et connait une dynamique haussière.  

## Enseignement primaire
L’âge d’entrée au cycle primaire est de 6 à 7 ans, comme le stipule la Loi d’Orientation du Système Éducatif Nigérien. Le cycle d’enseignement est structuré en trois sous-cycles (CI-CP, CE1-CE2, CM1-CM2) et sa durée est de six ans à raison de deux ans par sous-cycle. 

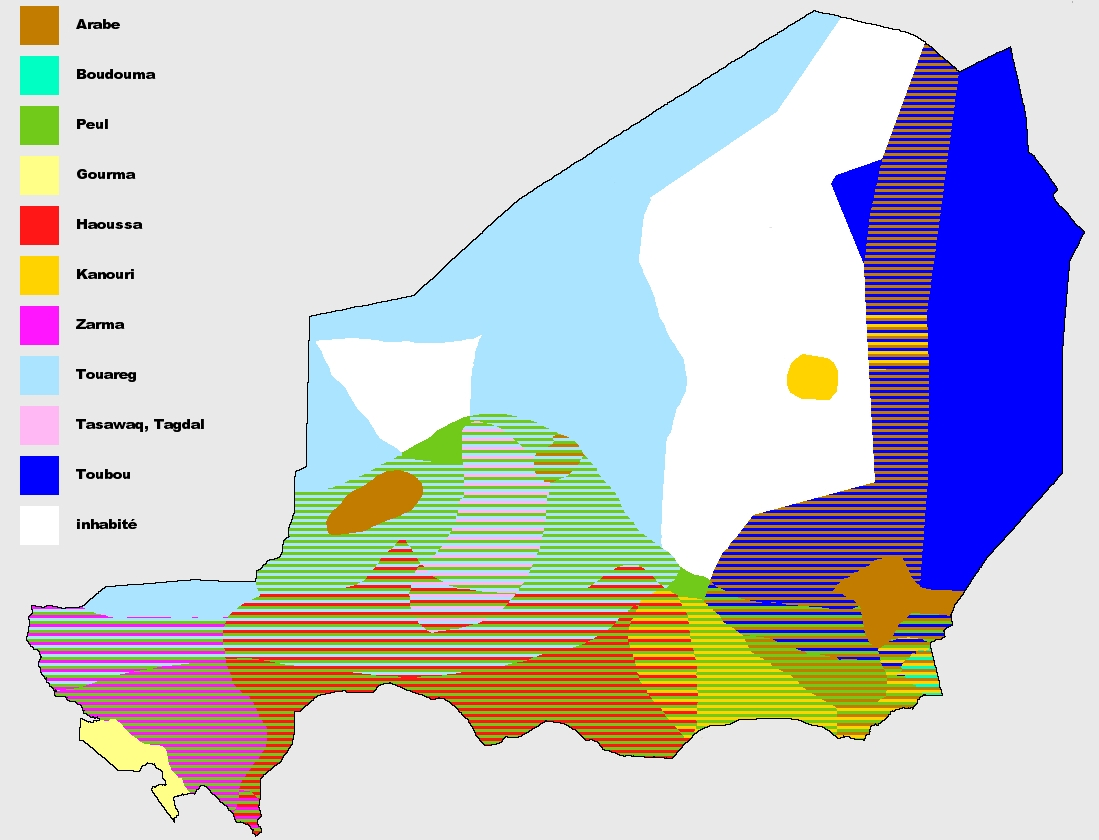
Langues dites « nationales » au Niger

L’approche  pédagogique majoritaire actuellement en  vigueur au Niger pour  l’apprentissage  de  la  lecture  et  des  mathématiques  est  la  pédagogie par objectifs (PPO). Cependant, le Niger est engagé dans la rénovation du curriculum en appliquant l’approche par situation (APS), qui est en expérimentation dans 500 écoles aux niveaux CI et CP (les 2 premières années du primaire) et se caractérise par l’introduction des langues « nationales », autres que le français (ex : le haoussa, le djerma, le songhaï, le tamasheq, le peul ou fulfulde, le kanouri, l'arabe dialectal, le buduma, le gulmancema, le tassawaq, le toubou et le gourma).
Parmi les progrès importants du système scolaire nigérien, on peut observer l’objectif de réduction du taux d’analphabétisation, qui est globalement atteint, car l’on passe de 58,3 % à 24 % d’analphabètes, soit une réduction de moitié, entre 2002 et 2012. 
Le Taux net de scolarisation (TNS) est, lui, en nette augmentation passé de 18 % à 70 % de 1992 à 2012 soit une augmentation de 2,6 points de pourcentage par an.

## Enseignement secondaire
L’accès à l’enseignement secondaire général nigérien est réglementé par le Ministère des enseignements secondaires (MES). Il est dispensé dans les collèges d’enseignement général et les premiers cycles des lycées, et est régulé par la voie du concours d’entrée en sixième. Il s’adresse à la tranche d’âge de 12 à 16 ans.
Le second cycle, d’une durée de trois ans (de la seconde à la terminale, littéraire ou scientifique), est sanctionné par l’obtention du baccalauréat donnant accès à l’enseignement supérieur. Le lycée d'excellence de Niamey a été créé en 1996.

## Enseignement supérieur et universitaire
Les principales universités nigériennes sont:
- l'Université Abdou-Moumouni à Niamey, fondée en 1971, ouverte en 1974.
- l'Université islamique du Niger à Say, ouverte en 1986.
- l'Université canadienne du Niger, établissement privé ouvert en 2002.
- l'Université libre de Maradi, établissement privé ouvert par le groupe Sigmatech à Maradi en 2004.
- l'Université de Zinder à Zinder, créée en 2008.
- l'Université de Maradi à Maradi, créée en 2008.
- l'Université internationale Aboubacar Ibrahim à Maradi, créée en 2020.
- l'Université de Tahoua à Tahoua, créée en 2010.
- l'Université d'Agadez, ouverte à Agadez en 2014.
- l'Université de Diffa, à Diffa, 2014.
- l'Université de Dosso, Dosso, 2014.
- l'Université de Tillabéri, à Tillaberi, 2014.
- l'Université Franco arabe Attadamoun, à Niamey, 2013.
- Swiss Umef University of Niger, a Niamey, 2017.

## Dysfonctionnements
Le Niger est parmi les pays au monde connaissant les plus forts taux de natalité (3,4 % de croissance démographique), ralentissant ainsi statistiquement la croissance du taux de scolarisation. 

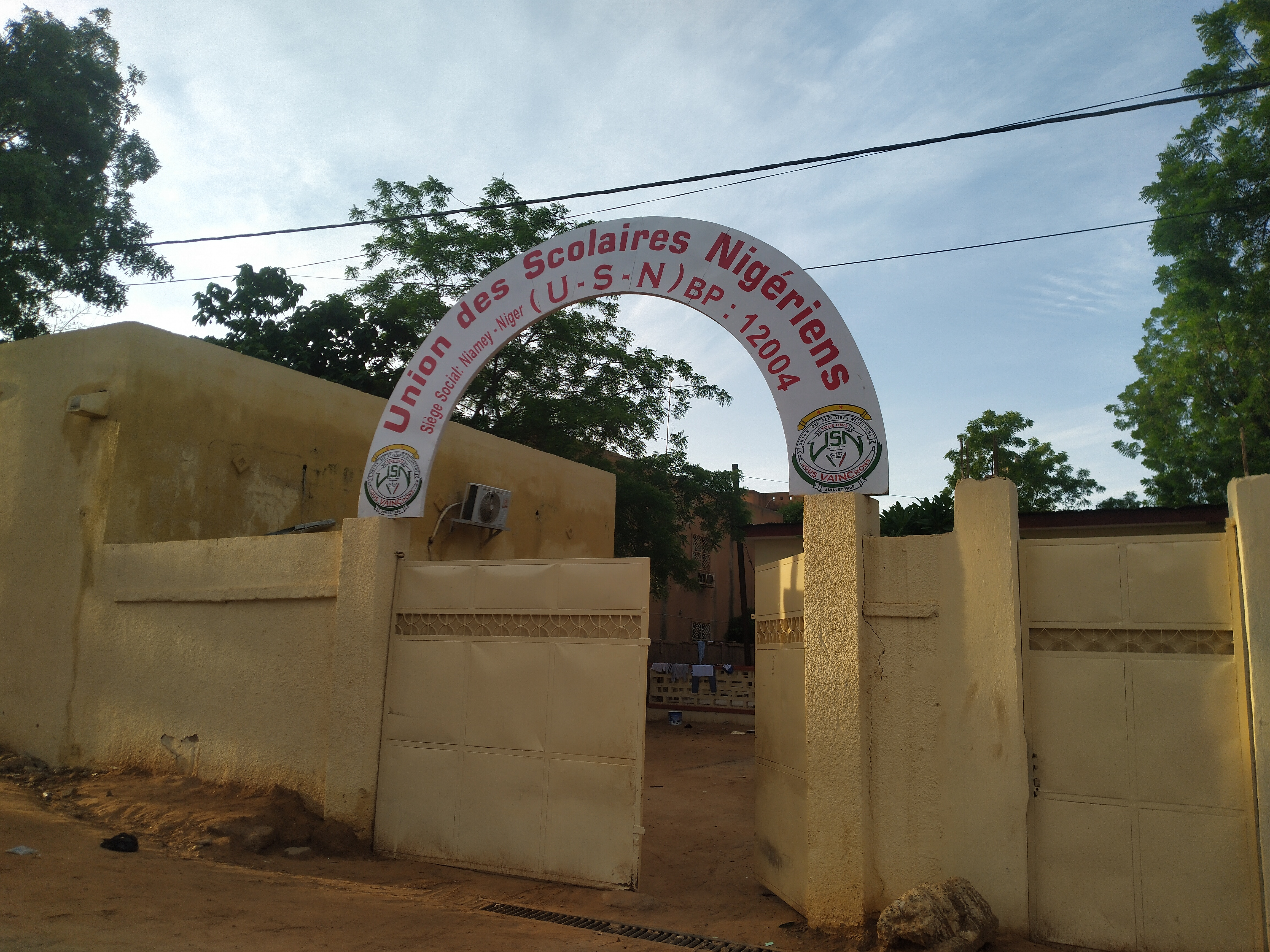
Portail de l'Union des Scolaires Nigériens

Ses dotations publiques en matière d'éducation sont également nettement inférieures à ses besoins réels. Ces dotations de l'État ne sont qu'en partie complétées par les dons internationaux (ONU, UNESCO, accords bilatéraux et multilatéraux). Le Programme décennal de développement de l'éducation (PDDE) connaît un faible taux de réalisation des nouveaux projets : seulement trois mille salles de classe ont été construites entre 2003 et 2007, pour des prévisions de l'ordre de 14 600 salles de classe, soit un taux de réalisation d'à peine 20 %. Les conditions matérielles d'apprentissage des enfants que l'on réussit à scolariser restent souvent précaires et les cours se font souvent dans des paillotes, ce qui peut aussi poser d'importants problèmes de sécurité. Ainsi, en 2021, deux graves incendies de telles salles de classe endeuillent le pays, faisant au total des dizaines de victimes, mortes ou blessées : le 20 avril à Niamey et le 8 novembre à Maradi. 
De plus, l'efficacité du système éducatif nigérien peine à atteindre la moyenne des États africains. Le taux de rétention de l'alphabétisation y est de 10 à 30 % inférieur aux autres pays d'Afrique, selon la durée d'études. 
Le taux absolu de rétention des élèves entre 2001 et 2009 n'a connu qu'une faible hausse, aux alentours de 66 %. Ceci rend l'universalisation de la scolarisation au Niger encore lointaine, bien que des progrès notables aient été observés et encouragés. Pour atteindre un taux dit « universel » de scolarisation en primaire en 2020, il aurait fallu que 3,4 millions d'enfants soient effectivement scolarisés, comparé aux 1,8 million de 2008.
Ces dernières années, le décrochage professionnel enregistré chez les enseignants nigériens, s’explique entre autres par une faible qualité de la gestion des ressources humaines. L’absence de perspectives d’évolution professionnelle contribue à démotiver les enseignants, qui sont nombreux à quitter l'enseignement à la première occasion, considéré par eux comme un gagne-pain, « faute de mieux ».